# 清道郡
清道郡（：／ Cheongdo-gun */?），是大韓民國慶尚北道南部的一個郡，其面積696.52平方公里，2012年時人口約4.4萬人。
清道郡的郡花是山踯躅，郡樹是柿子樹，郡鳥則是喜鹊。

## 歷史
清道郡在三韓時期為優由國領土，約1世紀後部分地區屬伊西國。新罗儒礼王14年（西元297年），伊西山城（在今華陽邑）發生戰爭，最終伊西國從屬於新羅。
940年，新羅將乌岳县、苏山县、荆山县合併，命名為「清道」。李朝時期，該地歸屬於慶尚道清道郡，此後清道郡多次改變所屬，1896年，十三道制實施，该郡改隶庆尚北道至今。
在2019冠狀病毒病韓國疫情中，清道郡因出現該國首個死亡病例，被指定為特殊管理地區。

## 地理
清道郡位在慶尚北道的最南方。其東西各有琵瑟山、雲門山；西界大邱廣域市，東界慶尚北道慶州市、蔚山廣域市，南界慶尚南道密陽市，北接慶尚北道慶山市、永川市。
清道與韓國多數地區一樣四季分明，屬温带季风气候。其夏季普遍炎熱；冬天乾燥，且有時氣溫可能降到攝氏零下15度。其春夏天氣溫和，不傾向極端，惟春季——通常在4月——空氣品質很差。

## 行政區劃
| 韓文名稱 | 中文名稱 | 人口   | 面積(平方公里) | 行政區劃圖 |
| -------- | -------- | ------ | -------------- | ---------- |
| 청도읍   | 清道邑   | 12,986 | 96.91          |            |
| 화양읍   | 華陽邑   | 8,064  | 43.17          |            |
| 각남면   | 角南面   | 2,260  | 46.84          |            |
| 각북면   | 角北面   | 2,293  | 50.95          |            |
| 금천면   | 錦川面   | 3,514  | 71.91          |            |
| 매전면   | 梅田面   | 3,948  | 137.6          |            |
| 운문면   | 雲門面   | 2,243  | 147.29         |            |
| 이서면   | 伊西面   | 4,955  | 36.72          |            |
| 풍각면   | 豐角面   | 4,488  | 71.91          |            |

## 政經
清道郡廳位在华阳邑清和路70号，是一座三层小楼。郡守為李承律。
清道郡農業發達，務農人口超過五分之一，主要农产品为桃子、金针菇、洋葱、草莓、柿子等，其中柿子尤為著名。随着经济的发展，当地也存在高齡化的问题。

## 文化
清道郡共有20個以上的慶尚北道有形文化財，以下列出編號100以內者。
- 79號 仙巖書院
- 83號 紫溪書院
- 89號 李雲龍將軍影幀

### 教育
清道郡郡內並沒有設立大學，最高僅到高等學校，計有清道電子高等學校、錦川高等學校兩間公立高中及慕溪高等學校、伊西高等學校、清道高等學校三間私立高中，總共五間。
中學校方面，全郡共有7間，其中4間為公立、3間為私立；而初等學校則有11間。

### 觀光
清道最著名的節慶為「清道鬥牛節」。其鬥牛並非人與牛隻相鬥，而是牛與牛相鬥，在節日期間會在賽場開放賭博，為牛隻下注。

## 交通
清道郡在鐵路方面，有京釜線經過；公路方面，大邱釜山高速公路（與中央高速公路重合；設清道交流道）、國道第20號和國道第25號亦經過清道。

## 姐妹城市
- 境內[12]
  - 大邱广域市中区厅
  - 首尔特别市江南區
  - 大邱广域市寿城区
  - 蔚山广域市南区
- 中国黑龙江省嫩江县[13]

### 交流城市
此章節列出清道郡曾與之交流的城市，並將交流時間附註。
- 中国辽宁省辽阳市（2000年9月）[12]
- 首尔特别市瑞草区（1999年12月）[12]

## 外部連結
- 官方网站（英文）（简体中文）（日語）